# 笑輝
笑輝（しょうき）は、プロダクションHIT所属のお笑いコンビ。2008年結成。2011年解散。

## メンバー
松澤洋太（まつざわ ようた、1986年6月4日 - ）おもにボケ担当。立ち位置は左。
茨城県出身。血液型O型。身長176cm、体重67kg。
鈴木賢治（すずき けんじ、1987年1月19日 - ）おもにツッコミ担当。立ち位置は右。
茨城県出身。血液型B型。身長170cm、体重68kg。
解散後は元「ひでのりん」の黒澤正徳と「すいたんすいこう」を結成。

## 来歴
茨城県立水戸工業高等学校で出会い、同じクラスで三年間を過ごす（松澤は陸上部、鈴木は野球部）。高校卒業後、松澤はテストドライバー、鈴木はスポーツトレーナーとして勤める。2008年に鈴木の呼びかけによって笑輝を結成。初出場のライブで優勝を飾る。
2010年6月現在、『ガチャ!』（なかの芸能小劇場）、『ポコポコ大作戦』（CLUBLIZARD）などお笑いライブや『響-HIBIKI-』、『頂-ITADAKI-』などのイベントにMCとしても出演中。鈴木は地元茨城の多目的エンターテイメント集団『宴会族』の代表をしており、定期的にチャリティーイベント『頂-ITADAKI-』を開催している。
2011年3月、松澤が別の夢を持ち、そちらに進む事になり、解散。

## 芸風
主に漫才、ネタふりをしてからコントに入る漫才コントスタイル。ネタは松澤がボケをして、鈴木がオーソドックスにつっこみキレながらのテンポよく進行。松澤は変態になりきるボケが得意。

## 出演

### その他メディア
- 田代まさしのありがとうございマーシー（WEB動画）

### ライブ
- お笑いライブスピン優勝
- お笑いライブガチャ
- お笑いライブTEPPEN
- お笑いライブポコポコ大作戦
- 音楽イベント『響-HIBIKI-』MC
- チャリティーイベント『頂-ITADAKI-』主催